# 설파살라진
설파살라진(Sulfasalazine)은 아줄피딘(Azulfidine) 등의 상품명으로 판매되는 약물로 류마티스 관절염, 궤양성 대장염, 크론병 등의 치료에 사용된다. 일각에서는 류마티스 관절염의 1차 치료제로 간주한다. 경구 투여 혹은 직장내 투여가 가능하다.
중요 부작용은 복용한 환자 중 약 25%에서 발생한다. 그중 흔한 부작용은 식욕부진, 구역질, 두통, 발진이 있다. 심각한 부작용은 골수억제, 간 이상, 스티븐스-존슨 증후군, 콩팥 이상이 있다. 아스피린 알레르기나 설폰아마이드 알레르기가 있는 환자에게는 사용해서는 안된다. 임신 중 사용해도 아기에게는 안전한 것으로 추정된다.
설파살라진은 항류마티스제(DMARDs)에 속한다. 명확한 작용 기전은 알려져 있지 않다. 프로스타글란딘을 억제하여 대장에서 국소 항염증 효과를 일으킨다는 주장이 있다. 투여된 약물은 대장 내의 미생물이 설파피리딘과 5-아미노살리실산으로 분해한다.
설파살라진이 미국에서 사용이 승인된 것은 1950년이다. WHO 필수 의약품 목록에 등재되어 있다. 복제약으로 이용 가능하다. 2020년 기준으로 미국에서 1백만 건 이상 처방되면서, 284번째로 많이 처방된 약물로 이름을 올렸다.

## 의학적 사용
설파살라진은 궤양성 대장염과 크론병 같은 염증성 장 질환 치료에 사용한다. 또한 류마티스 관절염, 혹은 건선성 관절염이나 반응성 관절염 같은 기타 염증성 관절염에도 쓰인다.
2세 미만 아이에게는 보통 사용하지 않는다.

## 부작용
설파살라진은 설폰아마이드 알레르기가 있는 환자, 요로폐쇄나 장폐쇄, 중증 간질환이나 신부전이 있는 환자에서 사용이 금기시된다.
설파살라진은 체내에서 설파피리딘으로 대사된다. 혈청 농도를 3달마다 측정해야 하며, 투여 초기에는 더욱 자주 측정한다. 혈청 농도가 50 μg/L를 넘어가면 부작용 발생 가능성이 높아진다. 드물게 젊은 남성에서 심한 우울감이 보고되기도 했다. 또한 정자부족증이나 일시적인 불임의 원인이 되기도 한다. 면역성 혈소판감소증 역시 보고된 바 있다.
설파살라진은 디히드로프테로에이트 합성효소의 작용을 억제하므로 엽산 결핍과 거대적혈모구 빈혈, 그 외 여러 가지 부작용을 일으킬 수 있다.
G6PD 결핍증이 있는 환자에서는 용혈성 빈혈의 원인이 될 수 있다.
한편 신장결석의 원인으로 작용하기도 한다. 그 외에 복부 불편감, 구역질, 구토, 식욕부진, 두토, 어지럼증, 비정상적인 피로감 등을 일으킬 수 있다. 피부와 소변이 주황색으로 변하기도 하며, 간혹 알레르기 반응이 일어난다.

## 약리학
설파살라진 투여 용량의 대략 90%는 대장까지 도달하여, 대장 내 미생물로 인해 설파피리딘과 메살라진(5-아미노살리실산, 5-ASA)으로 대부분 대사된다. 설파피리딘은 거의 모두 흡수되어 추가로 대사 과정을 거치지만, 메살라진은 흡수되지 않고 대장 내에 잔류한다.
설파피리딘은 대사되지 않은 상태, 수산화된 상태, 글루쿠론화된 상태가 뒤섞인 채로 소변으로 배설된다. 아세틸화된 메살라진과 대사되지 않은 설파살라진 역시 소변을 통해 몸 밖으로 제거된다.
설파살라진의 작용 기전은 명확하지 않지만, 설파살라진과 그 대사산물은 면역을 억제하며 항균, 항염증 효과를 가지는 것으로 보인다. 또한 설파살라진은 시스틴-글루탐산염 역수송체와 세피압테린 환원효소를 억제한다.